# Daba Shan (Antarktika)
Daba Shan (chinesisch 大壩山 ‚Dammberg‘) ist ein 92 m hoher Hügel an der Ingrid-Christensen-Küste des ostantarktischen Prinzessin-Elisabeth-Lands. Er ragt 400 m westlich des Longyan Shan im Zentrum der Lied Promontory auf der Halbinsel Broknes in den Larsemann Hills auf.
Chinesische Wissenschaftler benannten ihn 1993 im Zuge der Erstellung von Luftaufnahmen und der Durchführung von Kartierungsarbeiten.